# Cerodontha suntarica
Cerodontha suntarica este o specie de muște din genul Cerodontha, familia Agromyzidae, descrisă de Zlobin în anul 1993. Conform Catalogue of Life specia Cerodontha suntarica nu are subspecii cunoscute.